# Serène de Sanvensa
Serène de Sanvensa – rzeka we Francji, przepływająca przez teren departamentu Aveyron. Ma długość 32,17 km. Stanowi lewy dopływ rzeki Aveyron.

## Geografia
Serène de Sanvensa swoje źródła ma w gminie Le Bas Ségala w pobliżu drogi D911. Rzeka początkowo płynie w kierunku zachodnim, lecz w gminie Sanvensa zmienia bieg na południowy i południowo-wschodni. W pobliżu miejscowości La Fouillade ponownie zmienia kierunek, tym razem na południowo-zachodni aż do ujścia do rzeki Aveyron na pograniczu gmin Saint-André-de-Najac i Najac. 
Serène de Sanvensa w całości płynie na terenie departamentu Aveyron, w tym na obszarze 8 gmin: Le Bas Ségala, Bor-et-Bar, La Fouillade, Lunac, Morlhon-le-Haut, Najac, Saint-André-de-Najac oraz Sanvensa. 

## Dopływy
Serène de Sanvensa ma opisanych 12 dopływów.
- Serène de Vabre
- Ruisseau de Marmont
- Ruisseau de Fournaguet
- Ruisseau de Roumanelle
- Ruisseau de Cassurex
- Ruisseau de Souillens
- Ruisseau de la Bertrandie
- Ruisseau de Ginestel
- Ruisseau d'Aurifeuille
- Ruisseau de Féneyrols
- Ruisseau de la Braguèse
- Ruisseau de la Combe